# Sites mégalithiques de la Haute-Garonne
Cet article présente la liste des sites mégalithiques de la Haute-Garonne, en France.

## Inventaire
| Monument                             | Commune                  | Remarque  | Protection       | Coordonnées                 | Illustration |
| ------------------------------------ | ------------------------ | --------- | ---------------- | --------------------------- | ------------ |
| Cromlechs de Mail de Soupène         | Benque-Dessous-et-Dessus |           |                  | 42° 48′ 46″ N, 0° 32′ 36″ E |              |
| Alignement de Cailhaou dets Pourrics | Billière                 |           |                  | 42° 49′ 01″ N, 0° 32′ 11″ E |              |
| Cromlechs de Peyrelade               | Billière                 |           | Classé MH (1889) | 42° 48′ 53″ N, 0° 32′ 19″ E |              |
| Menhirs de Mancioux                  | Mancioux                 | 2 menhirs |                  | 43° 09′ 37″ N, 0° 57′ 11″ E |              |
| Menhir de la Pierre Plantée          | Revel                    |           |                  |                             |              |
| Menhir de Balesta                    | Roquefort-sur-Garonne    |           |                  |                             |              |
| Menhir Peyro-Hitto                   | Saint-Martory            |           | Classé MH (1962) | 43° 08′ 36″ N, 0° 55′ 56″ E | Peyro-Hitto  |
| Très Peyros                          | Saint-Michel             | dolmen    |                  | 43° 08′ 43″ N, 1° 03′ 23″ E |              |